# Верхняя Тойма
Ве́рхняя То́йма — село в Архангельской области России. Административный центр Верхнетоемского района и Верхнетоемского сельского поселения.

## География
Расположено между Котласом (160 км) и Архангельском (457 км), на правом берегу Северной Двины, в устье реки Верхняя Тойма.

## История
Верхняя Тойма впервые упоминается в уставной грамоте новгородского князя Святослава Ольговича, выданной в 1137 году Софийскому собору об изменении сборов в пользу новгородской епархии, в котором село упоминается как один из множества пунктов для сбора урока в виде меха, который здесь накапливался и направлялся в Новгород под охраной.
С 1478 года Верхняя Тойма в составе Московского великого княжества. С 1552 года — центр Верхнетоемской волости с земской избой во главе. Первоначально волость входила в Подвинскую четверть Важского уезда, с 1784 года — в Сольвычегодский уезд Вологодского наместничества. До 1797 года находилась в ведении Московского приказа Большого дворца. Местные крестьяне назывались дворцовыми, а с 1797 до 1917 года — удельными. С 1837 года в Верхней Тойме размещалась квартира управляющего 10-м удельным имением. В 1864 году Верхнетоемский удельный приказ Сольвычегодского уезда Вологодской губернии был переименован в Верхнетоемское волостное правление.
Было известно как торговое село, державшее постоянную связь с рынками Великого Устюга, Сольвычегодска, Красноборска и других городов.
До революции 1917 года здесь имелись: церковь, земская больница, церковно-приходская школа, двухклассное училище, дома волостного правления и сельского общества, 21 торговая лавка, два трактирных заведения, три чайные, три пекарни, квартира управляющего 10-м удельным имением, земского начальника 5-го участка, пристава 2-го стана, поповские дома, дом просвирниц, дома торговцев Мокеева, Фефилатьева, Шмониных и других. Было местом ссылки неугодных царским властям лиц.
Во время Гражданской войны на Севере России Верхняя Тойма была центром руководства боевыми действиями и обслуживала фронт.

### Этимология
По одной версии, название села восходит к одному из финно-угорских языков и родственно другим «Тоймам» в Архангельской области и Поволжье.

## Население
| 1959 | 1970  | 1979  | 1989  | 2002  | 2010  | 2012  |
| ---- | ----- | ----- | ----- | ----- | ----- | ----- |
| 1420 | ↗3028 | ↗4009 | ↗4430 | ↘3940 | ↘3462 | ↘3390 |

## Культура
В селе работает краеведческий музей, в экспозиции представлены документы и материалы по истории села и района, а также организована экспозиция старинных предметов, одежды, прялок и т. п. При участии краеведческого музея организуются различные фестивали и выставки.
Несколько десятилетий в Верхней Тойме проводятся ежегодные летние конкурсы-смотры народных хоров. В селе организован и свой — Верхнетоемский народный хор.
Кроме общеобразовательной, работает детская школа искусств.
С 2008 года в Верхней Тойме летом проводятся Фокинские фестивали — в честь уроженки Верхнетоемского района Ольги Фокиной. Двухдневная программа фестиваля включает в себя круглые столы по литературным и общественным темам, экскурсии, литературные чтения, конкурсные выступления, гала-концерт, народные гуляния.
В селе работает своя типография. Выпускается районная газета «Заря».

## Спорт
В селе имеется детская команда по хоккею с мячом «Заря».

## Экономика
В селе есть мясной комбинат (сгорел в 2015) и хлебокомбинат
Основу экономики составляет лесозаготовка.

### Транспорт
Паромное сообщение с левым берегом Северной Двины в летнее время. Зимник (специально подготовленная трасса по льду реки) через Двину в холодное время года. Во время ледостава и ледохода добраться до Верхней Тоймы невозможно.
По левому берегу автомобильное сообщение с Котласом и Архангельском.
Аэропорт в Верхней Тойме, отправлявший до 20 рейсов в день в советское время — брошен и не функционирует. Были планы по его восстановлению, но видимо нет на это финансовых средств. По состоянию на 2019 год изредка используется только для приема вертолетов специального назначения, регулярных полетов нет. Покрытие полосы потрескано и поросло травой, деревянное здание аэропорта переделано в бар с названием «Нелётная погода». Впрочем от этого бара тоже осталось одна вывеска. Недостроенное кирпичное здание под аэропорт (только остов, без окон и дверей), в настоящее время, потихоньку разворовывается местными жителями.
До ближайших населенных пунктов правого берега — асфальтовые и грунтовые дороги.
В зимний период прокладывается зимник от Верхней Тоймы к верховьям Пинеги.
По Северной Двине организуются круизные рейсы от Архангельска в июне-июле.

## Климат
| Показатель                                                                                                | Янв.  | Фев.  | Март  | Апр.  | Май   | Июнь | Июль | Авг. | Сен.  | Окт. | Нояб. | Дек.  | Год  |
| --- | ----- | ----- | ----- | ----- | ----- | ---- | ---- | ---- | ----- | ---- | ----- | ----- | ---- |
| Абсолютный максимум, °C                                                                                   | 5,2   | 11,8  | 15,0  | 26,0  | 30,0  | 33,6 | 33,7 | 30,5 | 27,8  | 18,1 | 11,0  | 10,0  | 33,7 |
| Средний суточный максимум, °C                                                                             | −11,7 | −9,3  | −1,6  | 5,9   | 13,1  | 19,6 | 22,2 | 18,5 | 11,8  | 3,9  | −3,8  | −8,6  | 5,3  |
| Средняя температура, °C                                                                                   | −14,8 | −12,7 | −5,8  | 1,1   | 8,0   | 14,3 | 17,0 | 13,6 | 7,9   | 1,3  | −6    | −11,3 | 1,2  |
| Средний суточный минимум, °C                                                                              | −19,3 | −17,3 | −10,8 | −3,9  | 2,3   | 8,3  | 11,3 | 8,7  | 4,0   | −1,4 | −9    | −15,1 | −3,3 |
| Абсолютный минимум, °C                                                                                    | −45,2 | −42,8 | −36,1 | −26,6 | −12,2 | −4   | 0,0  | −2   | −11,3 | −19  | −37,2 | −48   | −48  |
| Норма осадков, мм                                                                                         | 40    | 36    | 38    | 40    | 52    | 53   | 58   | 67   | 52    | 56   | 47    | 46    | 585  |
| Источник: Верхняя Тойма, Российская Федерация. Архив климатических данных. Архивировано 27 мая 2012 года. |       |       |       |       |       |      |      |      |       |      |       |       |      |

## Известные люди
- В 1898—1900 годах первым земским врачом во вновь открытой в селе лечебнице работал революционер Альберт Менциковский.
- Калинин, Сергей Леонидович — двукратный чемпион мира по хоккею с мячом.

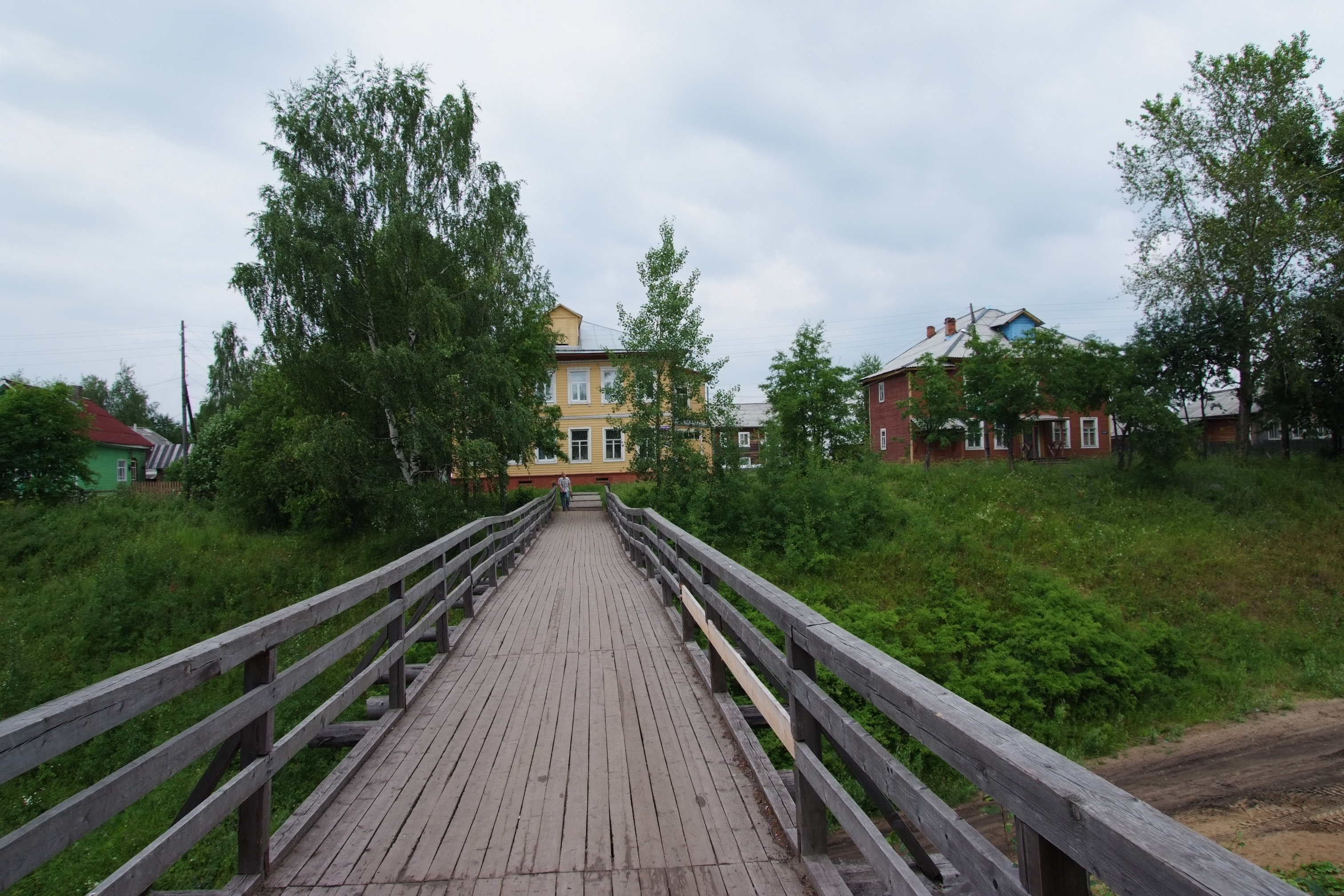
Мост через овраг и здание редакции местной газеты
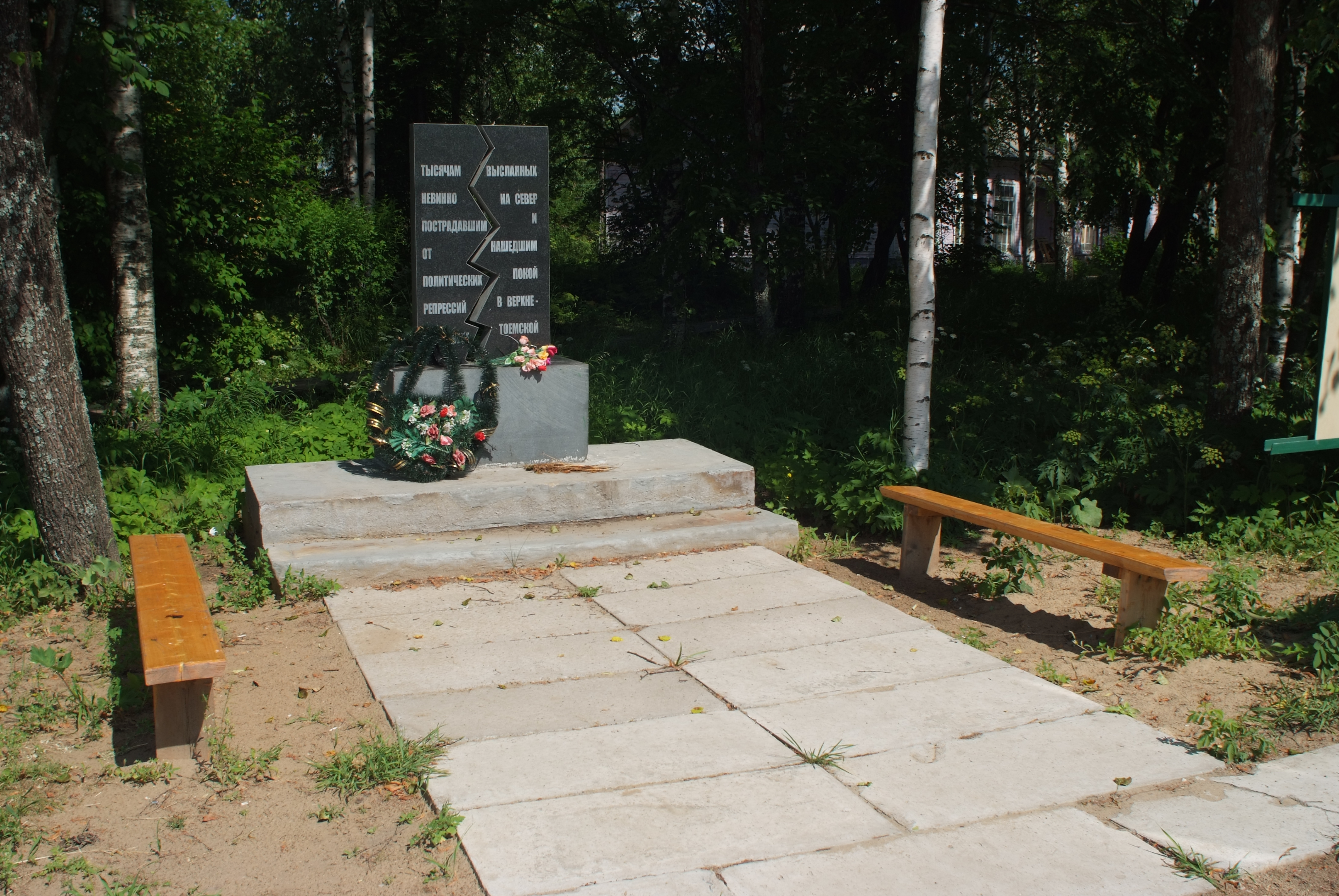
Памятник пострадавшим от политических репрессий